# Cerkiew Czesmeńska
Cerkiew Czesmeńska, wł. Cerkiew Narodzenia św. Jana Chrzciciela – prawosławna cerkiew-pomnik w Petersburgu, w sąsiedztwie pałacu carycy Katarzyny II, wzniesiona dla upamiętnienia zwycięstwa floty rosyjskiej w bitwie pod Czesmą.

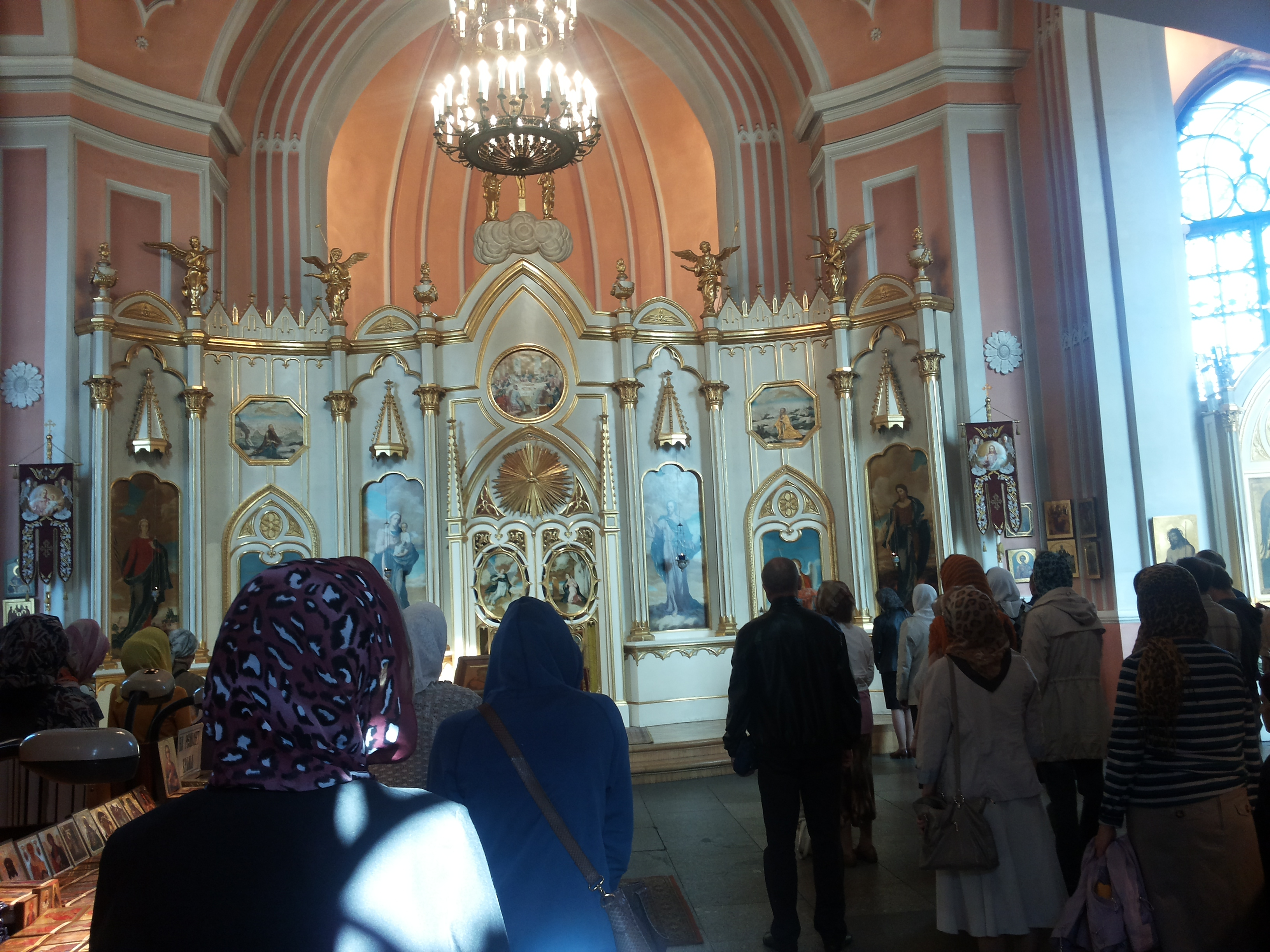
Ikonostas

Autorem projektu świątyni był Jurij Felten. Położenie kamienia węgielnego pod jej budowę miało miejsce 5 czerwca 1777. W uroczystości wzięła udział sama caryca w towarzystwie króla szwedzkiego Gustawa III. Gotową cerkiew poświęcił 24 czerwca 1780 metropolita petersburski Gabriel. W ikonostasie świątyni znalazły się rzadkie typy ikon – Umywanie Nóg, Ukrzyżowanie, jak również wizerunek św. Jana Chrzciciela na tle sceny bitwy pod Czesmą. Caryca poleciła również, by w odniesieniu do cerkwi stosować nazwę Czesmeńska, przypominającą o powodach jej wzniesienia.
W latach 1896–1897 budynek przeszedł kapitalny remont.
Cerkiew Czesmeńska została zamknięta w 1919, a następnie zaadaptowana na magazyn. W latach 1925–1930 świątynia pełniła funkcję archiwum, następnie pracowni stolarskiej. Jej stan techniczny stopniowo się pogarszał. Budynek poważnie ucierpiał w czasie II wojny światowej. Po remoncie w 1977 urządzono w niej wystawę poświęconą bitwie pod Czesmą.
W 1991 obiekt odzyskała eparchia petersburska i ładoska Rosyjskiego Kościoła Prawosławnego. W 1996 podjęto prace nad restauracją obiektu, zaś w 1998 metropolita petersburski i ładoski Włodzimierz poświęcił ikonostas zrekonstruowany na podstawie fotografii (oryginał spłonął w 1930).
W sąsiedztwie cerkwi znajduje się cmentarz wojskowy. Pierwotnie spoczywali na nim polegli w różnych konfliktach, od wojny 1812 roku do wojny rosyjsko-japońskiej. W połowie XX wieku dotychczasowe nagrobki zostały zniszczone; na ich miejscu znajdują się obecnie groby obrońców Leningradu z okresu II wojny światowej. W 2003 na cmentarzu wzniesiono krzyż pamiątkowy.